# La Griffe du demi-dieu
La Griffe du demi-dieu (titre original : The Claw of the Conciliator) est un roman de Gene Wolfe publié en 1981. 
Il est le deuxième tome d'une pentalogie intitulée Le Livre du second soleil de Teur ou Le Livre du nouveau soleil selon les éditeurs.

## Distinctions
Le roman reçoit le prix Nebula du meilleur roman 1981 et le prix Locus du meilleur roman de fantasy 1982. 

## Éditions
- The Claw of the Conciliator, Timescape Books, 1981, 303 p.  (ISBN 0671413708)
- La Griffe du demi-dieu, Denoël, coll. « Présence du futur » no 345, août 1982, trad. William Olivier Desmond, 384 p.  (ISBN 2207303454)
- La Griffe du demi-dieu, Gallimard, coll. « Folio SF » no 355, octobre 2009, trad. William Olivier Desmond et Patrick Marcel, 450 p.  (ISBN 9782070398850)

## Le Livre du second soleil de Teur
- L'Ombre du bourreau
- La Griffe du demi-dieu
- L'Épée du licteur
- La Citadelle de l'Autarque
- Le Nouveau Soleil de Teur